# Euphorbia inconstantia
Euphorbia inconstantia es una especie fanerógama perteneciente a la familia de las euforbiáceas. Es endémica de Sudáfrica en la Provincia del Cabo.

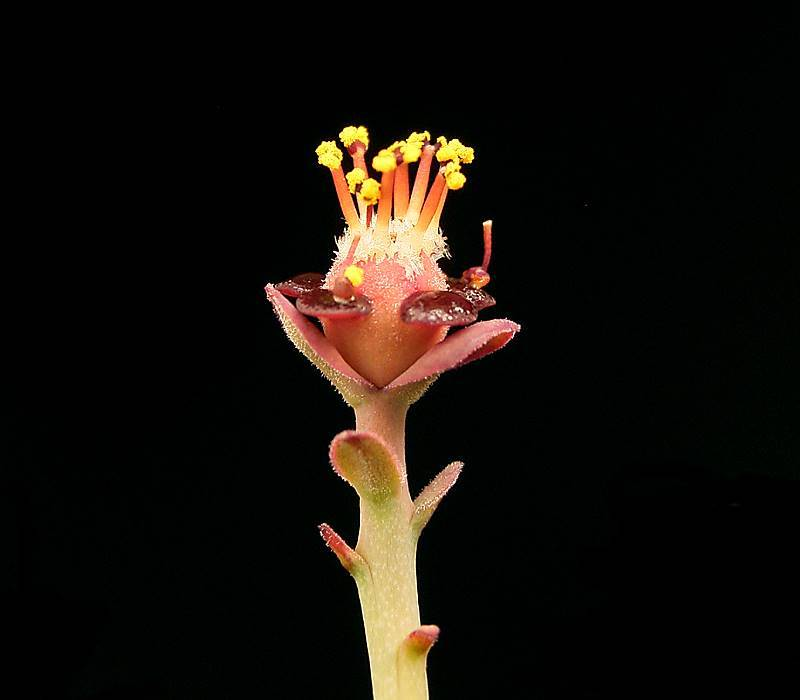
Ciato

## Descripción
Es una planta suculenta arbustiva y perennifolia que alcanza un tamaño de 0.3 - 1.7 m de altura y se encuentra a una altitud de 460 metros.

## Taxonomía
Euphorbia inconstantia fue descrita por Robert Allen Dyer y publicado en Records of the Albany Museum 4: 93. 1931.
Etimología
Euphorbia: nombre genérico que deriva del médico griego del rey Juba II de Mauritania (52 a 50 a. C. - 23), Euphorbus, en su honor – o en alusión a su gran vientre –  ya que usaba médicamente Euphorbia resinifera. En 1753 Carlos Linneo asignó el nombre a todo el género.
inconstantia: epíteto latino que significa